# Ronde van de Achterhoek
De Ronde van de Achterhoek is een eendagswielerwedstrijd die op Nederlandse bodem wordt verreden, in de Achterhoek wat onderdeel is van de provincie Gelderland. De eerste editie van de huidige wedstrijd vond plaats in 2017 en werd gewonnen door de Nederlander Wim Kleiman.
De wedstrijd is onderdeel van de UCI Europe Tour en is de afsluitende wedstrijd van de Holland Cup die in 2024 haar zevende editie kende.
De wedstrijd was de opvolger van de GP Wielerrevue die tot en met 2004 werd georganiseerd.

## Lijst van winnaars

### Overwinningen per land
| Overwinningen | Land       |
| ------------- | ---------- |
| 6             | Nederland  |
| 1             | Denemarken |